# Партия возрождения Бенина
Партия возрождения Бенина (фр. Parti de la renaissance du Bénin) — политическая либеральная партия Бенина. Партия была основана президентом Бенина Нисефором Согло (технически — первой леди Розиной Виейра-Согло 24 марта 1992 года).

## История
На парламентских выборах 1995 года Партия возрождения Бенина стала крупнейшей партии парламента с 21 местом, а на следующих выборах 1999 года увеличила своё представительство до 27 из 83 мест.
На президентских выборах 2001 года лидер партии Нисефор Согло получил в 1-м туре 27,1% голосов и вышел во 2-й тур, который бойкотировал. На парламентских выборах 2003 года партия получила 15 из 83 мест.
На президентских выборах 2006 года партия выдвинула кандидатом сына Согло Леади Согло. Старший Согло не мог баллотироваться, так как превысил возрастной лимит для кандидата в президенты 70 лет. Леади Согло получил 7,92% голосов, став четвёртым. 
На парламентских выборах 2007 года Партия возрождения участвовала в Альянсе за динамичную демократию, который получил 20 мест Национальной ассамблеи.